# Grote Prijs Raf Jonckheere 1983
De 33e editie van de Belgische wielerwedstrijd Grote Prijs Raf Jonckheere werd verreden op 25 juli 1983. De start en finish vonden plaats in Westrozebeke. De winnaar was Eddy Vanhaerens, gevolgd door Yvan Lamote en Patrick Cocquyt.

## Uitslag
| Grote Prijs Raf Jonckheere 1983 |                 |                  |      |
| Plaats                          | Naam            | Ploeg            | Tijd |
| Winnaar                         | Eddy Vanhaerens | Safir-Van de Ven |      |
| 2                               | Yvan Lamote     | Safir-Van de Ven |      |
| 3                               | Patrick Cocquyt | Safir-Van de Ven |      |

1951 · 1952 · 1953 · 1954 · 1955 · 1956 · 1957 · 1958 · 1959 · 1960 · 1961 · 1962 · 1963 · 1964 · 1965 · 1966 · 1967 · 1968 · 1969 · 1970 · 1971 · 1972 · 1973 · 1974 · 1975 · 1976 · 1977 · 1978 · 1979 · 1980 · 1981 · 1982 · 1983 · 1984 · 1985 · 1986 · 1987 · 1988 · 1989 · 1990 · 1991 · 1992 · 1993 · 1994 · 1995 · 1996 · 1997 · 1998 · 1999 · 2000 · 2001 · 2002 · 2003 · 2004 · 2005 · 2006 · 2007 · 2008 · 2009 · 2010 · 2011 · 2012 · 2013 · 2014 · 2015 · 2016 · 2017 · 2018 · 2019 · 2020 · 2021 · 2022